# Pterostoma hoenei
Pterostoma hoenei är en fjärilsart som beskrevs av Sergius G. Kiriakoff 1963. Pterostoma hoenei ingår i släktet Pterostoma och familjen tandspinnare. Inga underarter finns listade.